# نهر ساندي
نهر ساندي هو روافد نهر كولومبيا في شمال غرب ولاية أوريغون في الولايات المتحدة. تقاس بالمسح الجيولوجي (USGS) مقياس اتجاه مجرى النهر من التقاء لساندي مع نهر بول رن،  18.4 ميل في الثانية (29.6 كم) من المصب، متوسط التفريغ, الحد الأقصى اليومي لتدفق هو 2،300 قدم مكعب في الثانية (65 د3/ث). , والحد الأدنى هو 84،400 قدم مكعب في الثانية (2،390 د3/ث). وساندي تنضم إلى كولومبيا حول 14 ميل في الثانية (23 كم)  من المنبع بورتلاند.